# Trachymene koebrensis
Trachymene koebrensis är en flockblommig växtart som först beskrevs av Lilian Suzette Gibbs, och fick sitt nu gällande namn av Buwalda. Trachymene koebrensis ingår i släktet Trachymene och familjen flockblommiga växter. Inga underarter finns listade i Catalogue of Life.